# HD166807
HD166807 — хімічно пекулярна зоря спектрального класу A1, що має видиму зоряну величину в смузі V приблизно  7,6.
Вона  розташована на відстані близько 489,0 світлових років від Сонця.